# 고려대학교 여자 축구부
고려대학교 여자 축구부(Korea University Women's Football Club)는 고려대학교 세종캠퍼스에서 운영하는 축구 종목의 전문 운동부이다.

## 같이 보기
- 고려대학교 세종캠퍼스